# Cànac de Sició el jove
Cànac de Sició el jove (en llatí Canachus, en grec antic Κάναχος "Kánakhos") fou un escultor nascut a Sició, probablement net de Cànac de Sició el vell, i de vegades confós amb ell.
Juntament amb l'escultor Patrocles va fer les escultures de dos espartans que havien lluitat a la batalla d'Egospòtam el 405 aC, d'un gran grup que Esparta va dedicar a la ciutat de Delfos, segons explica Pausànias